# 12240 Droste-Hülshoff
(12240) Droste-Hulshoff, denumire internațională (12240) Droste-Hülshoff, este un asteroid din centura principală de asteroizi.

## Descriere
12240 Droste-Hülshoff este un asteroid din centura principală de asteroizi. A fost descoperit pe 13 august 1988 la Tautenburg de Freimut Börngen. Asteroidul prezintă o orbită caracterizată de o semiaxă mare de 2,35 ua, o excentricitate de 0,22 și o înclinație de 3,0° în raport cu ecliptica.